# Spiridion scrobicularae
Spiridion scrobicularae är en ringmaskart som beskrevs av Lastockin 1937. Spiridion scrobicularae ingår i släktet Spiridion, och familjen glattmaskar. Arten är reproducerande i Sverige.